# Thiago Rocha da Cunha
Thiago Rocha da Cunha, mais conhecido apenas como Thiaguinho (Rio de Janeiro, 22 de novembro de 1984), é um ex-futebolista brasileiro que atuava como meia e lateral-direito.

## Carreira
Ainda nas divisões de base, Thiaguinho foi levado por um treinador para o São Bento, do Rio Grande do Sul, em 2003. No entanto, o jovem jogador se envolveu em conflito com o mesmo e o treinador não queria deixá-lo regressar ao Rio de Janeiro. Este fato deixou Thiaguinho inativo por dois anos, já que sua documentação estava retida com o Rio Grande do Sul.
Somente em 2006, o jogador conseguiu jogar por outro clube, a Cabofriense. No ano seguinte, Thiaguinho defendeu o CFZ também.
Após se destacar no Campeonato Carioca de 2008, pelo Boavista, foi contratado pelo Botafogo para compor elenco junto com Bruno Costa. Mas, com a participação da equipe nas finais da Copa do Brasil, foi escalado na equipe junto com outros reservas para a estréia da equipe no Campeonato Brasileiro contra o Sport, no Engenhão. A equipe mista do alvinegro venceu por 2 a 0 com boa participação de Thiaguinho. Após essa atuação, o jogador ganhou moral com a torcida e o então técnico do time, o técnico Cuca, mesmo estando na reserva.
Com a chegada de Ney Franco ao comando do Botafogo em julho do mesmo ano, Thiaguinho teve a oportunidade de jogar em uma nova função, a de lateral-direito, já que o titular, Alessandro, estava lesionado. Nos dois primeiros jogos, Thiaguinho deu quatro assistências para gols do Botafogo, sendo destaque na mídia e com os botafoguenses. Numa partida contra o Flamengo, porém, o jogador sofreu uma lesão no joelho.
Ao fim de 2009 acabou sendo dispensado pelo Botafogo, para depois, no dia 22 de dezembro de 2009, acertar com o Fluminense por dois anos.
No início de 2011, acertou com o Sport até o final do ano. Depois muita confusão renovou seu contrato com o Sport ate o final de 2013.
Depois de junho de 2012, Thiaguinho foi emprestado ao América-RN. Ao final do empréstimo, foi novamente emprestado, agora para o ABC.
Acertou seu retorno em dezembro de 2013, para o Boavista, para jogar o Carioca de 2014.

## Estatísticas
Até 15 de dezembro de 2015.

### Clubes
| Clube             | Temporada         | Campeonato nacional | Campeonato nacional | Campeonato nacional | Copa nacional[a] | Copa nacional[a] | Copa nacional[a] | Competições continentais[b] | Competições continentais[b] | Competições continentais[b] | Outros torneios[c] | Outros torneios[c] | Outros torneios[c] | Total | Total | Total   |
| Clube             | Temporada         | Jogos               | Gols                | Assist.             | Jogos            | Gols             | Assist.          | Jogos                       | Gols                        | Assist.                     | Jogos              | Gols               | Assist.            | Jogos | Gols  | Assist. |
| ----------------- | ----------------- | ------------------- | ------------------- | ------------------- | ---------------- | ---------------- | ---------------- | --------------------------- | --------------------------- | --------------------------- | ------------------ | ------------------ | ------------------ | ----- | ----- | ------- |
| Cabofriense       | 2007              | —                   | —                   | —                   | —                | —                | —                | —                           | —                           | —                           | 0                  | 0                  | 0                  | 0     | 0     | 0       |
| Cabofriense       | Total             | 0                   | 0                   | 0                   | 0                | 0                | 0                | 0                           | 0                           | 0                           | 0                  | 0                  | 0                  | 0     | 0     | 0       |
| CFZ-RJ            | 2008              | —                   | —                   | —                   | —                | —                | —                | —                           | —                           | —                           | 0                  | 0                  | 0                  | 0     | 0     | 0       |
| CFZ-RJ            | Total             | 0                   | 0                   | 0                   | 0                | 0                | 0                | 0                           | 0                           | 0                           | 0                  | 0                  | 0                  | 0     | 0     | 0       |
| Boavista-RJ       | 2007              | —                   | —                   | —                   | —                | —                | —                | —                           | —                           | —                           | 0                  | 0                  | 0                  | 0     | 0     | 0       |
| Boavista-RJ       | 2008              | —                   | —                   | —                   | —                | —                | —                | —                           | —                           | —                           | 0                  | 0                  | 0                  | 0     | 0     | 0       |
| Boavista-RJ       | Total             | 0                   | 0                   | 0                   | 0                | 0                | 0                | 0                           | 0                           | 0                           | 0                  | 0                  | 0                  | 0     | 0     | 0       |
| Boavista-RJ       | 2014              | —                   | —                   | —                   | 2                | 0                | 0                | —                           | —                           | —                           | 11                 | 0                  | 0                  | 13    | 0     | 0       |
| Boavista-RJ       | 2015              | —                   | —                   | —                   | 1                | 0                | 0                | —                           | —                           | —                           | 13                 | 0                  | 0                  | 14    | 0     | 0       |
| Boavista-RJ       | 2016              | 4                   | 0                   | 0                   | —                | —                | —                | —                           | —                           | —                           | 12                 | 0                  | 0                  | 16    | 0     | 0       |
| Boavista-RJ       | 2017              | —                   | —                   | —                   | 2                | 0                | 0                | —                           | —                           | —                           | 3                  | 0                  | 0                  | 5     | 0     | 0       |
| Boavista-RJ       | Total             | 4                   | 0                   | 0                   | 5                | 0                | 0                | 0                           | 0                           | 0                           | 39                 | 0                  | 0                  | 48    | 0     | 0       |
| Total na carreira | Total na carreira | 4                   | 0                   | 0                   | 5                | 0                | 0                | 0                           | 0                           | 0                           | 39                 | 0                  | 0                  | 48    | 0     | 0       |

- a. ^ Jogos da Copa do Brasil
- b. ^ Jogos da Copa Sul-Americana
- c. ^ Jogos do Campeonato Carioca, Campeonato Carioca - Série B1, Copa Rio, Campeonato Pernambucano, Campeonato Potiguar e Taça Ecohouse

## Títulos
Botafogo
- Taça Guanabara: 2009

Fluminense
- Campeonato Brasileiro: 2010

ABC
- Taça Ecohouse: 2013

Boavista
- Taça Rio: 2014
- Copa Rio: 2017